# Alessandro Santos
Alessandro Santos (født 20. juli 1977) er en japansk fodboldspiller.

## Japans fodboldlandshold
| Japans landshold | Japans landshold | Japans landshold |
| År               | Kmp              | Mål              |
| ---------------- | ---------------- | ---------------- |
| 2002             | 9                | 1                |
| 2003             | 15               | 1                |
| 2004             | 22               | 2                |
| 2005             | 17               | 1                |
| 2006             | 19               | 2                |
| Total            | 82               | 7                |